# آدام ولا (ورزشکار)
آدام ولا (انگلیسی: Adam Vella؛ زادهٔ ۱۲ ژوئن ۱۹۷۱) از برندگان مدال‌های بازی‌های المپیک تابستانی و تیرانداز اهل استرالیا است.